# Omar Fernández
Omar Andrés „Patrón” Fernández Frasica (ur. 11 lutego 1993 w Zipaquirze) – kolumbijski piłkarz występujący na pozycji lewego skrzydłowego lub ofensywnego pomocnika, od 2024 roku zawodnik chilijskiego Evertonu Viña del Mar.